# Hippasos (Kentaur)

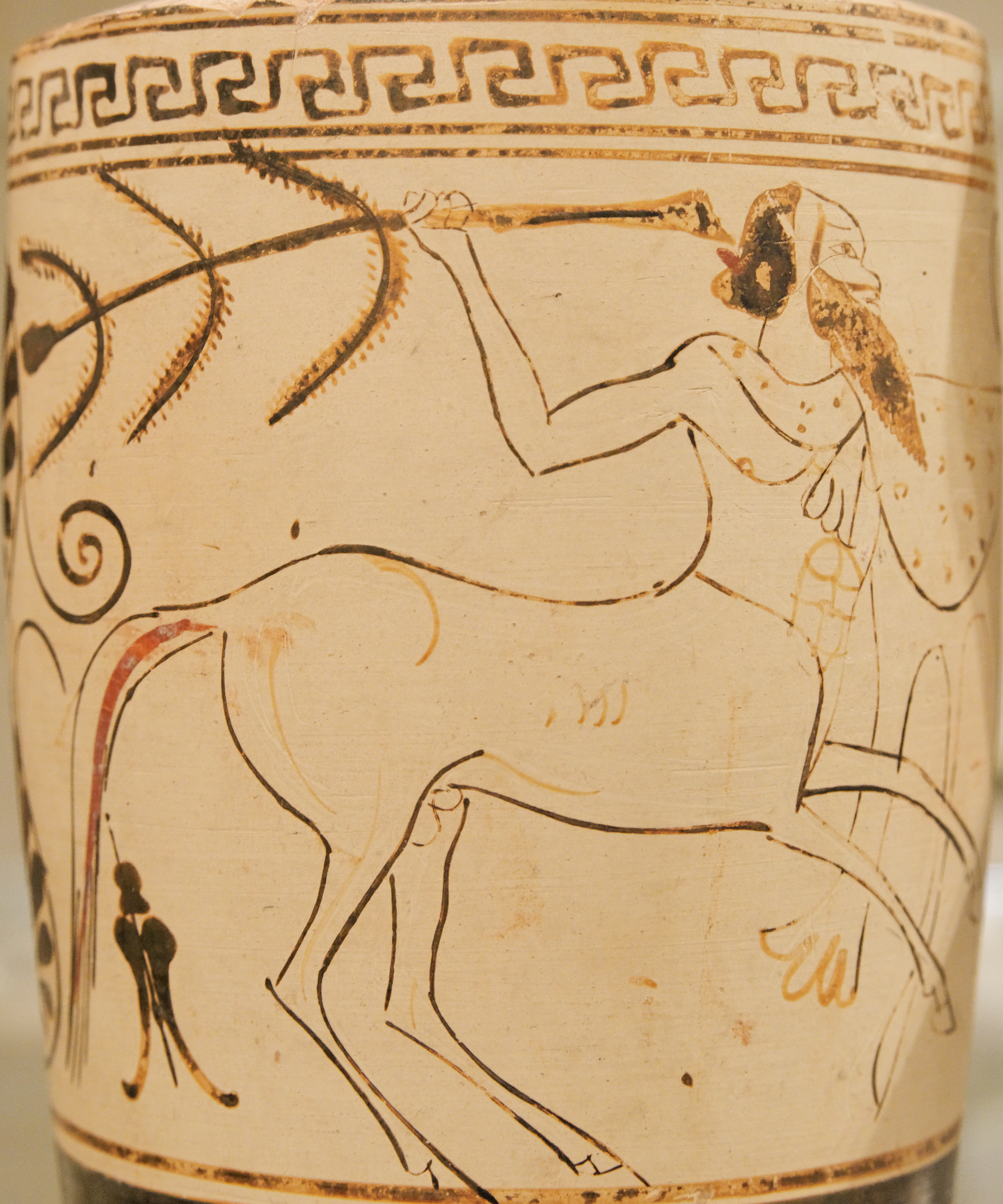
Kentaur mit Bart auf einer Lekythos, 6. v. Chr.

Hippasos ist ein Kentaur der griechischen Mythologie. Er hat zwei kleine Auftritte in der Kentauromachie, der Schlacht der Lapithen gegen die Kentauren.

## Name
Hippasos, von griechisch Ἵππᾰσος, lateinisch Híppăsus – betone die erste Silbe, da das ă kurz ist (Paenultimaregel) – gebildet aus dem Verbalstamm von ίππόω, hippóō, zum Pferde machen, und dem Suffix -ασος, -asos, ist der zum Pferd gemachte Mann, der Pferdemann, Rossmann. Der etymologische Kern ist ἳπποσ, híppos, Pferd, Ross.
Der Name passt gut zur ursprünglichen Flussnatur der Kentauren und zu ihrer Gestalt „von Rossen, die von jeher Symbole der sich gleichsam bäumenden Meereswogen oder schnellfließenden Ströme und Quellen gewesen sind.“

## Mythos
Er erscheint einmal in der großen Kentaurenschlacht des Ovid und zum anderen in der kleinen des Flaccus.

## Ovid
Theseus unterstützt auf der Hochzeit des Peirithoos die Lapithen in ihrem Kampf gegen die Kentauren. Er hat gerade mit einem „eichenen Pfahl“ dem Kentauren Bianor den Kopf zerschmettert, als er mit derselben Methode weitere Kentauren erlegt, darunter unseren Hippasos: „Dann schlägt nieder das Holz (robore) den Nedymnus, den Schützen Lykotas, Hippasus, welchem die Brust von wallendem Barte bedeckt war,  Ripheus ... Thereus auch.“ Einige Kentauren trugen Bärte (siehe Bild) und Ovid hebt ihn mit „wallendem Barte“ (inmissa barba) heraus.

## Flaccus
Er beschreibt in seinen Argonautica den bemalten Rumpf der Argo, darunter eine Darstellung der Kentaurenschlacht. Die Kentauren sind betrunken, werden attackiert, kämpfen oder fliehen und „mittendrin bettet Hippasus seinen Kopf in einem goldenen Pokal.“ Flaccus lässt es offen, ob er in der kuriosen Szene tot oder trunken daliegt.